# Шпонка
Шпо́нка (от на полски: szponka, през на немски: Spon, Span — клин, вложка) — е машинен детайл с продълговата форма, поставяна в специален шпонъчен канал или отвор на вала за предаване на въртящия момент от вала или към вала. В зависимост от формата си шпонките се делят на призматични и сегментни. Изработват се от стомана с якост на опън не по-малка от 590 МРа.
Призматичните шпонки са с правоъгълно сечение, като противоположните им страни са паралелни. Усилието върху тях се предава със страничните им стени. Изработват се в два варианта: със закръглени и плоски чела.
Сегментните шпонки, подобно на призматичните, предават усилията със страничните си стени. При необходимост по дължината на вала могат да се поставят две и даже три шпонки. Предимство на сегментните шпонки е, че се изработват по-лесно, както те, така и каналът във вала. Недостатък е необходимостта да се изработва дълбок канал във вала, което намалява неговата здравина.